# Salon international de l'automobile de Genève 2002
Le Salon international de l'automobile de Genève 2002 est un salon automobile qui s'est tenu du 7 mars au 17 mars 2002 à Genève. Il s'agit de la 72e édition internationale de ce salon, organisé pour la première fois en 1905.